# Jean-Baptiste Bideau
Jean-Baptiste Bideau (* um 1780; † 7. April 1817) war ein Privateer (Kapitän) aus St. Lucia und Freiheitskämpfer in Venezuela.

## Leben
Bideau war ein Schiffbauer, der den Golf von Paria zwischen Trinidad und Tobago und Venezuela sowie die weitere karibische See befuhr und Passagiere und Waren von Insel zu Insel beförderte.
Er lernte Simón Bolívar kennen und kämpfte für ihn um die Unabhängigkeit Venezuelas. Später war er Kapitän eines der Hauptschiffe Bolivars und einmal rettete er dem „Libertador“ das Leben.
Bideau starb bei einer Schlacht in Barcelona, Venezuela. Er wurde mit anderen Freiheitskämpfern in den Ruinen der Casa Fuerte bestattet, seine Gebeine wurden am 7. April 2017 (dem 200. Jahrestag seines Todes) exhumiert und mit anderen Freiheitshelden Venezuelas bestattet.

## Ehrungen
Der Bideau Park in Castries ist nach dem Kapitän benannt. Dort steht eine Büste.